# Christopher Hewett
Christopher Hewett (Worthing, Inglaterra, 5 de abril de 1922-Los Ángeles, 3 de agosto de 2001) fue un actor y director teatral británico, conocido principalmente por su papel de Lynn Belvedere en la sitcom televisiva de la ABC Mr. Belvedere.

## Biografía
Su nombre completo era Christopher Michael Hewett, y nació en Worthing, Sussex (Inglaterra), siendo su padre un oficial del ejército y su madre una irlandesa descendiente de Daniel O'Connell. Estudió en el Beaumont College, y a los siete años de edad debutó en escena en una producción representada en Dublín de El sueño de una noche de verano. A los 16 años, entró a formar parte de la Royal Air Force, dejándola en 1940. Después accedió a la Oxford Repertory Company, debutando en el circuito teatral del West End londinense en 1943.
Posteriormente actuó en el circuito de Broadway trabajando en los musicales My Fair Lady, The Unsinkable Molly, Music Is, y Kean, además de la obra Sleuth, entre otras piezas, y dirigió en 1960 en Broadway la revista From A to Z y el musical de Richard Rodgers y Lorenz Hart representado en 1967 Off Broadway By Jupiter. También dirigió otras piezas teatrales, entre ellas The Marriage-Go-Round y Beyond the Fringe and Camelot.
Debutó en el cine con el drama criminal de 1951 Pool of London, trabajando más adelante para la televisión en Robert Montgomery Presents y DuPont Show of the Month.  Entre sus actuaciones cinematográficas es de reseñar su papel del afeminado director teatral Roger DeBris en la comedia de Mel Brooks de 1968 The Producers. En 1976 interpretó al burócrata Federov en la sitcom Ivan the Terrible. Entre 1983 y 1984 fue Lawrence, el personaje compinche del Mr. Roarke interpretado por Ricardo Montalbán en la temporada final de la serie de la ABC La Isla de la Fantasía.
Al año siguiente empezó el que sería su papel más conocido, el de Lynn Aloysius Belvedere, un mayordomo inglés que trabajaba en una familia estadounidense de clase media en la sitcom Mr. Belvedere. Tras finalizar la serie en 1990, actuó como invitado en un episodio de la producción de la NBC California Dreams. Su último trabajo ante las cámaras fue en 1997, un cameo en el show de la FOX Ned & Stacey.
Devoto católico y soltero de toda la vida, fue diácono en la Iglesia de St. Victor, en West Hollywood. En sus últimos años estuvo afectado por la artritis y la diabetes, falleciendo por complicaciones de la última el 3 de agosto de 2001 en Los Ángeles, California. Tenía 79 años de edad. No dejó descendencia.

## Filmografía
| Año  | Título                 | Papel                      | Observaciones                                |
| ---- | ---------------------- | -------------------------- | -------------------------------------------- |
| 1951 | Pool of London         | Mike                       |                                              |
| 1951 | The Lavender Hill Mob  | Inspector Talbot           |                                              |
| 1954 | The Million Pound Note | Inversor airado            | Sin créditos Otro título: Man with a Million |
| 1968 | The Producers          | Roger De Bris              |                                              |
| 1986 | Ratboy                 | Profesor de interpretación |                                              |

| Año       | Título                                     | Papel                             | Observaciones |
| --------- | ------------------------------------------ | --------------------------------- | ------------- |
| 1955      | Robert Montgomery Presents                 |                                   | 1 episodio    |
| 1959      | DuPont Show of the Month                   | Policía                           | 1 episodio    |
| 1976      | Ivan the Terrible                          | Federov                           | 5 episodios   |
| 1979      | ABC Afterschool Special                    | Mayordomo                         | 1 episodio    |
| 1982      | ABC Theatre of the Month: The Elephant Man | Ross                              | Telefilm      |
| 1982      | Hart y Hart                                | Jeremy Lane                       | 1 episodio    |
| 1982      | Massarati and the Brain                    | Anatole                           | Telefilm      |
| 1983–1984 | La Isla de la Fantasía                     | Lawrence                          | 8 episodios   |
| 1984      | E/R                                        | Inglés                            | 1 episodio    |
| 1985–1990 | Mr. Belvedere                              | Mr. Lynn Aloysius Belvedere       | 115 episodios |
| 1987      | The New Mike Hammer                        |                                   | 1 episodio    |
| 1987      | Murder, She Wrote                          | Humphrey Defoe                    | 1 episodio    |
| 1990      | A Very Retail Christmas                    | Fantasma de las Navidades Pasadas | Telefilm      |
| 1994      | California Dreams                          | Mr. Green                         | 1 episodio    |
| 1997      | Ned & Stacey                               | Como él mismo                     | 1 episodio    |